# Antoni Woryna
Antoni Woryna (ur. 15 lutego 1941 w Rybniku, zm. 14 grudnia 2001 tamże) – polski żużlowiec.

## Życiorys

### Życie prywatne
Dziadek Kacpra Woryny – również żużlowca.

### Kariera sportowa
Pierwszy Polak, który wywalczył medal indywidualnych mistrzostw świata na żużlu.
Zdobywca 2 brązowych medali indywidualnych mistrzostw świata (Göteborg 1966, Wrocław 1970) oraz 5 medali drużynowych mistrzostw świata (dwa złote – Kempten 1965, Wrocław 1966; srebrny – Malmö 1967; dwa brązowe – Londyn 1970, Wrocław 1971). 
Trzykrotny medalista indywidualnych mistrzostw Polski: złoty (Rybnik 1966), srebrny (Rybnik 1967) i brązowy (Gorzów Wielkopolski 1970). Dwukrotny zdobywca "Złotego Kasku" (1967, 1971). 
Przez całą karierę reprezentował barwy klubu ROW (Górnik) Rybnik, zdobywając 12 medali drużynowych mistrzostw Polski: 9 złotych (1962, 1963, 1964, 1965, 1966, 1967, 1968, 1970, 1972), srebrny (1961) oraz 2 brązowe (1969, 1971).
W latach 1973–1974 startował w lidze brytyjskiej, reprezentując klub Poole Pirates.

## Osiągnięcia

### Drużynowe Mistrzostwa Polski- Sezon zasadniczy
| Sezon | Klub          | Miejsce | Liga   | Średnia/bg | Średnia/mc | Pkt       | Bonusy | Razem    | Komplety    | Biegi | Mecze |
| ----- | ------------- | ------- | ------ | ---------- | ---------- | --------- | ------ | -------- | ----------- | ----- | ----- |
| 1960  | Górnik Rybnik | 5       | I Liga | 0,391      | 0,889      | 8         | 1      | 9        | -           | 23    | 9     |
| 1961  | Górnik Rybnik |         | I Liga | 2,188      | 7,583      | 91        | 14     | 105      | 2 - (2 pł.) | 48    | 12    |
| 1962  | Górnik Rybnik |         | I Liga | 2,291      | 8,429      | 118       | 8      | 126      | 2 - (1 pł.) | 55    | 14    |
| 1963  | Górnik Rybnik |         | I Liga | 2,472 (6)  | 9,385 (9)  | 122 (8)   | 9      | 131 (4)  | 3           | 53    | 13    |
| 1964  | Górnik Rybnik |         | I Liga | 2,488 (6)  | 9,091 (11) | 100 (20)  | 7      | 107 (18) | 3 - (1 pł.) | 43    | 11    |
| 1965  | ROW Rybnik    |         | I Liga | 2,714 (1)  | 10,321 (5) | 144,5 (2) | 7,5    | 152 (1)  | 4 - (1 pł.) | 56    | 14    |
| 1966  | ROW Rybnik    |         | I Liga | 2,700 (2)  | 10,300 (3) | 103 (18)  | 5      | 108 (17) | 4 - (1 pł.) | 40    | 10    |
| 1967  | ROW Rybnik    |         | I Liga | 2,625      | 10,357     | 145       | 2      | 147      | 8 - (1 pł.) | 56    | 14    |
| 1968  | ROW Rybnik    |         | I Liga | 2,429      | 9,750      | 117       | 2      | 119      | 4           | 49    | 12    |
| 1969  | ROW Rybnik    |         | I Liga | 2,500      | 10,083     | 121       | 4      | 125      | 4 - (1 pł.) | 50    | 12    |
| 1970  | ROW Rybnik    |         | I Liga | 2,469      | 8,923      | 116       | 5      | 121      | 4 - (1 pł.) | 49    | 13    |
| 1971  | ROW Rybnik    |         | I Liga | 2,367      | 8,308      | 108       | 8      | 116      | 4 - (2 pł.) | 49    | 13    |
| 1972  | ROW Rybnik    |         | I Liga | 2,614      | 10,000     | 110       | 5      | 115      | 3           | 44    | 11    |
| 1973  | Poole Pirates | b.d.    | b.d.   | b.d.       | b.d.       | b.d.      | b.d.   | b.d.     | b.d.        | b.d.  | b.d.  |
| 1974  | Poole Pirates | b.d.    | b.d.   | b.d.       | b.d.       | b.d.      | b.d.   | b.d.     | b.d.        | b.d.  | b.d.  |
| 1975  | ROW Rybnik    | 6       | I Liga | 0,250      | 0,500      | 1         | -      | 1        | -           | 4     | 2     |

W nawiasie miejsce w danej kategorii (śr/b oraz śr/m – przy założeniu, że zawodnik odjechał minimum 50% spotkań w danym sezonie)
Podsumowanie wyników w najwyższej klasie rozgrywkowej w Polsce w sezonie zasadniczym:
| Sezony | Średnia/bg | Średnia/mc | Pkt    | Bonusy | Razem | Komplety           | Biegi | Mecze |
| ------ | ---------- | ---------- | ------ | ------ | ----- | ------------------ | ----- | ----- |
| 14     | 2,394      | 8,778      | 1404,5 | 77,5   | 1482  | 45 - (11 płatnych) | 619   | 160   |